# Primăria municipiului Chișinău
Primăria municipiului Chișinău este structura funcțională care asistă primarul general al municipiului Chișinău în exercitarea atribuțiilor sale 
Primăria îndeplinește atribuțiile stabilite conform Legii privind administrația publică locală și este organizată și funcționează în baza Regulamentului de organizare și funcționare a Primăriei municipiului Chișinău.
În fruntea conducerii instituției se află primarul municipiului, actualmente Ion Ceban. 

## Administrația publică locală a municipiului Chișinău
Administrarea publică a municipiului Chișinău se realizează de către Consiliul municipal Chișinău, consiliile sectorale, orășenești și sătești (comunale), ca autorități reprezentative și deliberative ale populației municipiului Chișinău, și de către Primarul general al municipiului Chișinău, primarii sectoarelor, orașelor și satelor (comunelor), ca autorități reprezentative și executive.
Consiliul municipal și Primarul General exercită competențe și atribuții specifice autorităților publice locale de nivelul întîi în teritoriul orașului Chișinău și de nivelul al doilea – în raporturile cu orașele, satele (comunele) din componența municipiului.
Raporturile dintre autoritățile administrației publice municipale și cele ale orașelor, satelor (comunelor) din componența municipiului Chișinău se întemeiază pe principiile autonomiei, subsidiarității, legalității, transparenței și colaborării în vederea soluționării problemelor de interes municipal.
Între autoritățile administrației publice municipale și cele ale orașelor, satelor (comunelor) din componența municipiului Chișinău nu există raporturi de subordonare, cu excepția cazurilor prevăzute de lege.

## Primarul general
Primarul general este autoritate reprezentativă a populației municipiului Chișinău și executivă a consiliului municipal, ales prin vot universal, egal, direct, secret și liber exprimat.
Primarul general este șef al administrației publice municipale.
În exercitarea atribuțiilor sale, primarul general emite dispoziții cu caracter normativ și individual.
Actualul Primar general este Ion Ceban, ales în urma scrutinului din 3 noiembrie 2019. 

## Viceprimarii municipiului
Municipiul Chișinău are 4 viceprimari. Viceprimarul este ales la propunerea primarului general prin decizia consiliului municipal, adoptată cu votul majorității consilierilor aleși.
- Viceprimar pe domeniul social și al educației – Angela Cutasevici
- Viceprimar pe domeniul urbanism și arhitectură – Ilie Ceban
- Viceprimar pe domeniul economic și al investițiilor – Olga Ursu
- Viceprimar pe domeniul juridic – Irina Gutnic

## Consiliul municipal
Consiliul municipal este compus din 51 de consilieri aleși în condițiile Codului electoral. Acesta are drept de inițiativă și decide, în condițiile legii, în toate problemele de interes local în teritoriul orașului Chișinău și în cele de interes municipal – în teritoriul municipiului, cu excepția problemelor ce țin de competența altor autorități publice.

## Sediului primăriei

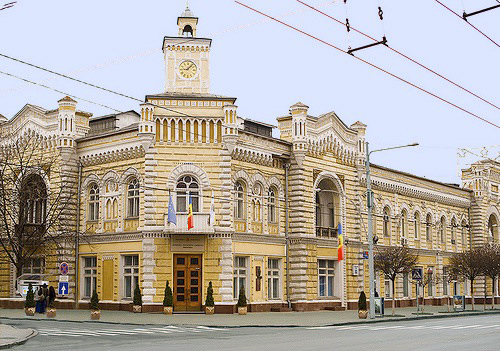
Clădirea Primăriei

Clădirea primăriei municipiului Chișinău este un monument de arhitectură și istorie de însemnătate națională, introdus în Registrul monumentelor de istorie și cultură a municipiului Chișinău, la inițiativa Academiei de Științe.
Clădirea inițială, care avea ca destinație găzduirea Dumei orășenești a fost terminată în 1901. În timpul celui de-al doilea război mondial, clădirea a fost grav deteriorată în urma bombardamentelor sovietice, fiind reconstruită în anii postbelici după fotografiile clădirii.